# ビリオネア・ボーイズ・クラブ
ビリオネア・ボーイズ・クラブ（Billionaire Boys Club、BBC）は、ジョー・ハント（Joe Hunt）の名でも知られるジョセフ・ヘンリー・ガムスキー（Joseph Henry Gamsky）が1983年に南カリフォルニアに設立した社交クラブ。
当初は単にBBCという名で、ガムスキーがシカゴで過ごしていた頃に通ったレストラン「ボンベイ・バイシクル・クラブ」の頭文字だったが、裕福な家庭の経験の浅い少年たちで構成された組織として知られていくと、ジョークを交え「ビリオネア・ボーイズ・クラブ（億万長者の少年のクラブ）」と称された。
クラブの一つでは、ロサンゼルス地区のハーバード・スクール・フォー・ボーイズ（現、ハーバード・ウェストレイク・スクール）の少年たちが攻略法詐欺を行い、1984年に殺人事件に発展した。
1987年にアメリカ合衆国で放送されたテレビミニシリーズ『ビリオネア・クラブ』、および2018年公開の映画『ビリオネア・ボーイズ・クラブ』においてビリオネア・ボーイズ・クラブが描かれている。

## 犯罪
組織はポンジ・スキームと呼ばれる手法で運営され、投資家から得た資金はクラブの若い会員の豪遊に費やされた。1984年に資金不足となり、資金の調達を試みていた頃、ハントと他の会員が2件の殺人事件を起こした。
当局が殺人事件の捜査を開始すると、クラブの2番手でハントの親友であったディーン・カーニーが検察側の証人に転じ免責を求めた。ハントとクラブ保安監督のジム・ピットマンは、BBCから400万ドル以上を騙し取った疑いのある詐欺師ロン・レヴィンを殺害した罪で起訴された。また、BBCのメンバーのハント、ピットマン、カーニー（免責前）、アーベン・ドスティ、レザ・エスラミニアは、レザの父親で3,500万ドルの財産を所有しているとされたヘダーヤト・エスラミニアを殺害した罪で起訴された（実際にはヘダーヤトはほぼ無一文だった）。

## 裁判とその後
1987年、ハントは1984年のロン・レヴィン殺害の罪で南カリフォルニア裁判所で有罪判決を受け、仮釈放の可能性のない終身刑を宣告された。ピットマンは保釈金の50万ドル（当時）を支払えず、南カリフォルニアでの2度の裁判を経て、レヴィン殺害に積極的に関与したとして収監された。
ヘダーヤト・エスラミニア殺害による裁判は北カリフォルニアで行われた。カーニーの証言により、ドスティとレザ・エスラミニアはともに有罪判決を受け、仮釈放のない終身刑を宣告された。
エスラミニア殺害によるハントとピットマンの裁判は、レヴィン殺害による裁判で遅れており、ハントの北カリフォルニアでの裁判は1992年まで延期された。この裁判でハントは自身の弁護人となり、エスラミニアを殺害したのは重要証人でもあるカーニーだと主張した。その結果、陪審員はハントの免訴を支持した。ジョー・ハントはカリフォルニアの裁判史上、死刑裁判事件で自身の弁護人となり死刑を免れた唯一の人物となった。ハントとピットマンに有罪判決を下せない可能性が高いと判断した検察側は、ハントが既にレヴィン殺害の罪で終身刑を受けていることも鑑み、ハントとピットマンのエスラミニア殺害に対するすべての告発を却下した。
その数か月後の1993年5月20日、ピットマンはテレビ番組『A Current Affair』に出演し、レヴィン殺害に関与したことを認め、自身がレヴィンを撃ったと告白しつつ、二重の危険にあたるため今や裁判とは無縁だと広言した。その後ハントは自身の再審を求めるも、1996年7月12日に拒否された。ピットマンは1997年に腎不全で44歳で死去した。ドスティとレザ・エスラミニアへの判決は覆ることとなった。
2004年、巡回裁判所が人身保護令状の却下を取り消したため、ハントは殺人罪を覆すための取組みを再開した。2008年9月までに、連邦裁判所はハントにさらなる文書を与えているが、その後申し立てに対しての動向は明らかではない。

## ポップ・カルチャーへの影響
- 1987年、NBCでビリオネア・ボーイズ・クラブの実話に基づいたテレビミニシリーズ『ビリオネア・クラブ（英語版）』が放送された。ジョー・ハントをジャド・ネルソン、ディーン・カーニーをブライアン・マクナマラ、ロン・レヴィンをロン・シルヴァーが演じた。
- ハントは『ロー&オーダー』シーズン4「過去から届いた挑戦状」（"American Dream"）に登場したフィリップ・スワンのモデルとなり、同ドラマのイギリス版の『Law & Order: UK』シーズン1 "Unsafe" でも描かれた。
- スー・ホートンによる書籍『The Billionaire Boys Club』と、ランドール・サリバン（英語版）による書籍『The Price of Experience』において、ビリオネア・ボーイズ・クラブについて記された。
- ビリオネア・ボーイズ・クラブの殺人事件はシカゴのバンド、ビッグ・ブラックの楽曲 "Things to Do Today" の主題となった。
- ビリオネア・ボーイズ・クラブを描いた長編映画『ビリオネア・ボーイズ・クラブ』が製作された。ジョー・ハントをアンセル・エルゴート、ディーン・カーニーをタロン・エジャトン、ロン・レヴィンをケヴィン・スペイシーが演じ、2018年に公開[12][13][14]。1987年のミニシリーズでハントを演じたジャド・ネルソンは、本作ではハントの父親を演じた[15]。